# 김주원 (2002년)
김주원(金周元, 2002년 7월 30일~)은 대한민국의 야구 선수로 현재 KBO 리그의 팀인 NC 다이노스의 내야수로 뛰고 있다.

## 아마추어 선수 경력
유신고등학교 2학년 때부터 팀의 주전 내야수로 활동했다. 이 때부터 수비와 타격에서 좋은 모습을 보여줬다. 2019년에 허윤동과 함께 유신고등학교의 제74회 청룡기 전국고교야구 선수권대회 우승에 기여하며 대회 수훈상을 수상했다. 야수 최대어라 불리며 상위 라운드 지명이 확실시됐다. 3학년 때는 팀의 주전 유격수이자 3번 타자로 활약했다. 연고지인 kt 위즈의 1차 지명 후보로 언급됐으나 2차 지명으로 밀렸고, NC 다이노스의 1라운드 지명을 받았다.

## 프로 선수 경력
2021년 NC 다이노스에 입단했다.

### 2021년 시즌
6월 24일에 처음으로 1군에 콜업됐다. 6월 26일 SSG 랜더스와의 경기에 출전하며 데뷔 첫 경기를 치렀고, 경기에서 1타수 무안타를 기록했다.
술판 논란과 노진혁, 정현이 부상으로 빠지면서 후반기 첫 경기부터 주전 유격수로 출장했다. 8월 13일 한화 이글스와의 경기에서 김종수를 상대로 데뷔 첫 안타를 기록했다. 9월 7일 한화 이글스와의 경기에서 장시환을 상대로 데뷔 첫 홈런을 기록했다. 10월 30일 삼성 라이온즈와의 경기에서 오승환을 상대로 시즌 5호 홈런을 기록했다.
시즌 2할대 타율, 40안타(5홈런), 16타점, 6도루, 장타율 0.386, 출루율 0.316을 기록했다.

### 2022년 시즌
시즌 초 발목 부상으로 엔트리에 들지 못했고. 5월 17일에 1군에 등록됐다. 5월 31일 한화 이글스와의 경기에서 이충호를 상대로 데뷔 첫 우타석 홈런을 기록했다.
8월 25일 키움 히어로즈와의 경기에서 타일러 애플러를 상대로 시즌 7호 홈런, 양현을 상대로 만루 홈런을 기록했다. 이는 그의 데뷔 첫 만루 홈런, 팀 최연소 만루 홈런이었다. 9월 14일 삼성 라이온즈와의 경기에서 원태인을 상대로 만루 홈런이자 시즌 두 자릿수 홈런을 기록했다. 이는 구단 역대 최연소 두 자릿수 홈런이었다.
시즌 96경기에 출전해 2할대 타율, 61안타(10홈런), 47타점, 장타율 0.388, 출루율 0.331을 기록했다.

### 2023년 시즌
노진혁이 롯데 자이언츠로 이적하게 되어, 풀타임 주전 유격수로 활동했다.
9월 15일 삼성 라이온즈와의 경기에서 8회말 1사 만루에서 최하늘을 상대로 만루 홈런을 기록했다. 시즌 10호 홈런이며, 개인 통산 4번째 만루 홈런이었다.
데뷔 후 최다 경기인 127경기에 출전해 타율 0.233, 94안타(10홈런), 54타점, 출루율 0.328을 기록했다. 2년 연속 두 자릿수 홈런을 기록했다.
시즌 종료 후 1억 6천만원에 연봉계약을 완료했다.

#### 와일드카드 결정전
두산 베어스와의 경기에서 4타수 2안타 2득점 2타점을 기록했다.
- 기록

| 타율  | 경기 | 타수 | 득점 | 안타 | 2루타 | 3루타 | 홈런 | 루타 | 타점 | 도루 | 도실 | 볼넷 | 사구 | 삼진 | 병살 | 장타율 | 출루율 | 실책 |
| ----- | ---- | ---- | ---- | ---- | ----- | ----- | ---- | ---- | ---- | ---- | ---- | ---- | ---- | ---- | ---- | ------ | ------ | ---- |
| 0.500 | 1    | 4    | 2    | 2    | 0     | 0     | 0    | 2    | 2    | 0    | 0    | 1    | 0    | 1    | 0    | 0.500  | 0.600  | 0    |

#### 준플레이오프
SSG 랜더스와의 경기에서 11타수 1안타로 크게 부진했다.
- 기록

| 타율  | 경기 | 타수 | 득점 | 안타 | 2루타 | 3루타 | 홈런 | 루타 | 타점 | 도루 | 도실 | 볼넷 | 사구 | 삼진 | 병살 | 장타율 | 출루율 | 실책 |
| ----- | ---- | ---- | ---- | ---- | ----- | ----- | ---- | ---- | ---- | ---- | ---- | ---- | ---- | ---- | ---- | ------ | ------ | ---- |
| 0.091 | 3    | 11   | 0    | 1    | 0     | 0     | 0    | 1    | 0    | 0    | 0    | 0    | 0    | 4    | 0    | 0.091  | 0.091  | 0    |

#### 플레이오프
kt 위즈와의 경기에서 16타수 3안타, 2득점을 기록했다. 플레이오프 2차전에서 3-2로 앞선 9회말 2사 만루에 오윤석의 타구를 몸을 던져 잡아내는 호수비로 승리를 이끌었다.
- 기록

| 타율  | 경기 | 타수 | 득점 | 안타 | 2루타 | 3루타 | 홈런 | 루타 | 타점 | 도루 | 도실 | 볼넷 | 사구 | 삼진 | 병살 | 장타율 | 출루율 | 실책 |
| ----- | ---- | ---- | ---- | ---- | ----- | ----- | ---- | ---- | ---- | ---- | ---- | ---- | ---- | ---- | ---- | ------ | ------ | ---- |
| 0.188 | 5    | 16   | 2    | 3    | 0     | 1     | 0    | 5    | 0    | 0    | 1    | 0    | 0    | 3    | 0    | 0.313  | 0.188  | 1    |

### 2024년 시즌
2024년에도 주전 유격수로 시즌을 시작했다.
비시즌 기간에 타격폼 수정 이후, 극심한 타격 부진을 겪었다. 3월과 4월 각각 월간 타율 0.167, 0.169에 그쳤다. 5월에는 타율 0.271로 부활하는 듯 했지만, 6월 0.146, 7월 0.194에 머물며 좀처럼 반등하지 못했다. 전반기 77경기서 타율 0.195, 홈런 5개, 28타점에 그쳤다. 김휘집 합류 후에는 선발 출장에서 빠지는 경우도 많았다.
8월 구단 야수 MVP에 선정됐다. 8월 22경기에 나와 69타수 23안타 2홈런 6타점 타율 0.333로 좋은 타격감을 보여줬다. 9월 10일 kt 위즈와의 경기에서 벤자민을 상대로 2점 홈런을 기록했다. 시즌 9호 홈런이었다. 후반기 57경기 출장해 56안타(4홈런) 32득점 21타점 타율 0.320를 기록하면서 전반기에 비해 반등한 모습을 보여줬다.
2024년 시즌 134경기 출장해 97안타(9홈런) 61득점 49타점 타율 0.252 장타율 0.379 출루율 0.371을 기록했다. 수비에서는 2023년에 비해 발전된 모습을 보여줬지만, 전반기에 타격에서 극심한 부진을 겪었다. 후반기에는 반등한 모습을 보여주었다.

### 2025년 시즌
2025년에는 주로 1,2번타자로 주로 출장했다.
4월에 극심한 부진을 겪었으나, 5월부터 반전해 6월에는 94타수 29안타(1홈런) 21득점 6타점 타율 0.309 출루율 0.389 장타율 0.426을 기록했다. 7월 31일 롯데 자이언츠와의 경기에서 1회초 3루에서 홈스틸을 성공, 3회초에 2루 도루 성공, 곧이어 3루 도루까지 성공하면서 KBO리그 역대 6번째 한 경기에서 2루,3루,홈스틸을 기록했다.  7월 75타수 26안타(1홈런) 13득점 10타점 타율 0.347 출루율 0.437 장타율 0.493을 기록했다.

## 국가대표팀 경력

### 2022년 항저우 아시안 게임
2023년 9월 열린 항저우 아시안게임에 김영규, 김형준과 함께 대표팀으로 발탁됐다. 조별리그 2차전 대만 전에서 대타로 출전해 삼진을 당했으나, 3차전 태국 전에서 1점 홈런을 기록했다.슈퍼라운드 중국 전에서도 선발 유격수로 출전해 2점 홈런을 기록했다. 대만과의 결승전에서 희생 플라이이자 결승타를 기록했다.
아시안 게임에서 6경기 출장해 14타수 4안타(2홈런) 타율 0.286 4타점 4득점을 기록했다.

### 2023년 아시아프로야구챔피언십
아시아프로야구챔피언십(APBC) 대표팀에 선발됐다. 14타수 6안타 타율 0.429 2타점을 기록했고, 대회 BEST 9 유격수 부문에 선정됐다.

### 2024년 WBSC 프리미어 12
2024년 WBSC 프리미어 12 국가대표팀에 김형준, 김휘집과 함께 선발됐다.
대만전에 유격수로 선발 출장했으나, 2타수 무안타 1삼진 1사구를 기록했다. 이후 박성한에 밀려 경기 출장은 없었다.
- 기록

| 타율  | 경기 | 타수 | 득점 | 안타 | 2루타 | 3루타 | 홈런 | 루타 | 타점 | 도루 | 도실 | 볼넷 | 사구 | 삼진 | 병살 | 장타율 | 출루율 | 실책 |
| ----- | ---- | ---- | ---- | ---- | ----- | ----- | ---- | ---- | ---- | ---- | ---- | ---- | ---- | ---- | ---- | ------ | ------ | ---- |
| 0.000 | 1    | 2    | 0    | 0    | 0     | 0     | 0    | 0    | 0    | 0    | 0    | 0    | 1    | 1    | 0    | 0.000  | 0.333  | 0    |

## 출신 학교
- 경기 삼일초등학교 (군포시리틀)
- 경기 중앙중학교
- 유신고등학교

## 통산 기록
| 연도 | 팀명  | 타율  | 경기 | 타수 | 득점 | 안타 | 2루타 | 3루타 | 홈런 | 루타 | 타점 | 도루 | 도실 | 볼넷 | 사구 | 삼진 | 병살 | 장타율 | 출루율 | 실책 |
| ---- | ----- | ----- | ---- | ---- | ---- | ---- | ----- | ----- | ---- | ---- | ---- | ---- | ---- | ---- | ---- | ---- | ---- | ------ | ------ | ---- |
| 2021 | NC    | 0.241 | 69   | 166  | 20   | 40   | 7     | 1     | 5    | 64   | 16   | 6    | 2    | 17   | 2    | 57   | 5    | 0.386  | 0.316  | 12   |
| 2022 | NC    | 0.223 | 96   | 273  | 35   | 61   | 9     | 3     | 10   | 106  | 47   | 10   | 3    | 30   | 14   | 89   | 4    | 0.388  | 0.331  | 11   |
| 2023 | NC    | 0.233 | 127  | 403  | 56   | 94   | 9     | 2     | 10   | 137  | 54   | 15   | 3    | 44   | 15   | 106  | 6    | 0.340  | 0.328  | 30   |
| 2024 | NC    | 0.252 | 134  | 385  | 61   | 97   | 18    | 2     | 9    | 146  | 49   | 16   | 6    | 51   | 25   | 111  | 5    | 0.379  | 0.371  | 18   |
| 통산 | 4시즌 | 0.238 | 426  | 1227 | 172  | 292  | 43    | 8     | 34   | 453  | 166  | 47   | 14   | 142  | 56   | 363  | 20   | 0.369  | 0.341  | 71   |

## 주요 기록
- 도루

| 개수                                  | 날짜            | 장소 | 소속팀 | 상대팀 | 상대 투수           | 기타                              |
| 역대 6번째 한경기 2루,3루,홈스틸 성공 | 2025년 7월 31일 | 사직 | NC     | 롯데   | 감보아(포수 유강남) | 이전기록 : 2011년 4월 20일 이택근 |